# Géographie de l'Inde
La géographie de l'Inde est très variée, avec de très hautes montagnes enneigées, des déserts, des collines, des plaines et des plateaux. Les différentes régions de l'Inde possèdent chacune leur climat : équatorial à la pointe sud, rigoureux près de l'Himalaya. L'Inde occupant la majeure partie du sous-continent indien, ses côtes mesurent plus de 7 000 kilomètres. L'Inde est bordée à l'ouest par la mer d'Arabie (ou mer d'Oman) et à l'est par le golfe du Bengale, parties de l'océan Indien.
Les plaines fertiles traversées par le Gange et l'Indus occupent les territoires au nord, au centre et à l'est de l'Inde, tandis que le plateau du Deccan s'étend au sud. À l'ouest de l'Inde se trouve un désert de roche et de sable, le désert du Thar. La frontière à l'est et au nord-est suit l'Himalaya. Le point culminant de l'Inde est controversé à la suite des conflits avec le Pakistan. D'après les autorités indiennes, il s'agit du K2 dans le Jammu-et-Cachemire (8 611 mètres). En dehors de ce territoire, le Kangchenjunga qui culmine à 8 598 mètres est le sommet le plus élevé.
L'Inde a des frontières communes avec le Pakistan, la Chine, le Bangladesh, la Birmanie (Myanmar), le Népal, le Bhoutan et l'Afghanistan. Le Sri Lanka et les Maldives sont des états insulaires situés au sud de la péninsule indienne. Politiquement, l'Inde est divisée en 28 états, 6 territoires fédéraux et le territoire de New Delhi. Ces divisions suivent les différences linguistiques et ethniques plutôt que géographiques.

## Localisation et étendue

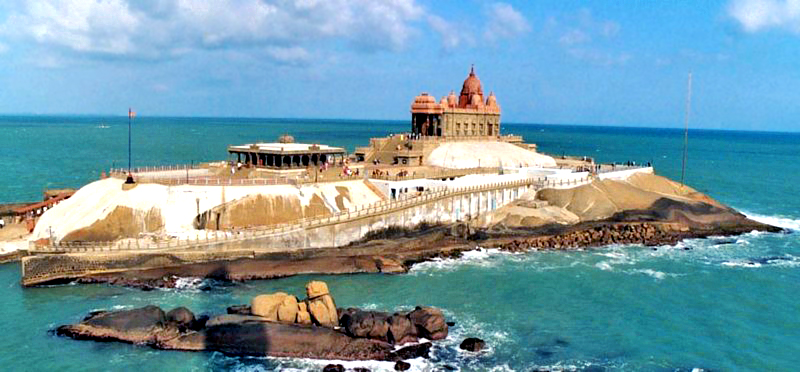
Le cap Comorin est le point le plus austral de la péninsule indienne

L'Inde est située au nord de l'équateur entre 8 degrés 4 minutes et 37 degrés 6 minutes de latitude nord et 68 degrés 7 minutes et 97 degrés 25 minutes de longitude est. Avec un total de 3 287 263 km2, l'Inde se classe au 7e rang des pays selon leur superficie. L'Inde mesure 3 214 km du nord au sud et 2 933 km d'est en ouest. Sa frontière terrestre mesure 15 200 km et ses côtes 7 516,5 km. Les îles Andaman-et-Nicobar dans le golfe du Bengale et les îles Laquedives font partie de l'Union indienne.
L'Inde est bordée au sud-ouest par la mer d'Arabie et au sud-est par le golfe du Bengale. Au nord, aussi bien à l'est qu'à l'ouest, se trouve l'Himalaya. La ville et le cap de Kânyâkumârî sont à l'extrémité sud de la péninsule indienne qui se rétrécit avant de se jeter dans l'océan Indien.
Voir aussi : Liste de points extrêmes de l'Inde

## Géographie politique
L'Inde est divisée en 28 États (qui sont eux-mêmes subdivisés en districts), six territoires fédéraux et le territoire national de la capitale Delhi. Les États ont leur propre gouvernement élu tandis que les territoires fédéraux sont gouvernés par un administrateur nommé par le gouvernement fédéral.
États :
1. Andhra Pradesh
2. Arunachal Pradesh
3. Assam
4. Bihar
5. Chhattisgarh
6. Goa
7. Gujarat
8. Haryana
9. Himachal Pradesh
10. Jammu-et-Cachemire
11. Jharkhand
12. Karnāṭaka (Karnataka)
13. Kerala
14. Madhya Pradesh
15. Maharashtra
16. Manipur
17. Meghalaya
18. Mizoram
19. Nagaland
20. Odisha
21. Penjab
22. Rajasthan
23. Sikkim
24. Tamil Nadu
25. Tripura
26. Uttarakhand
27. Uttar Pradesh
28. Bengale-Occidental

Territoires fédéraux :
- A : Îles Andaman-et-Nicobar
- B : Chandigarh
- C : Dadra et Nagar Haveli
- D : Daman et Diu

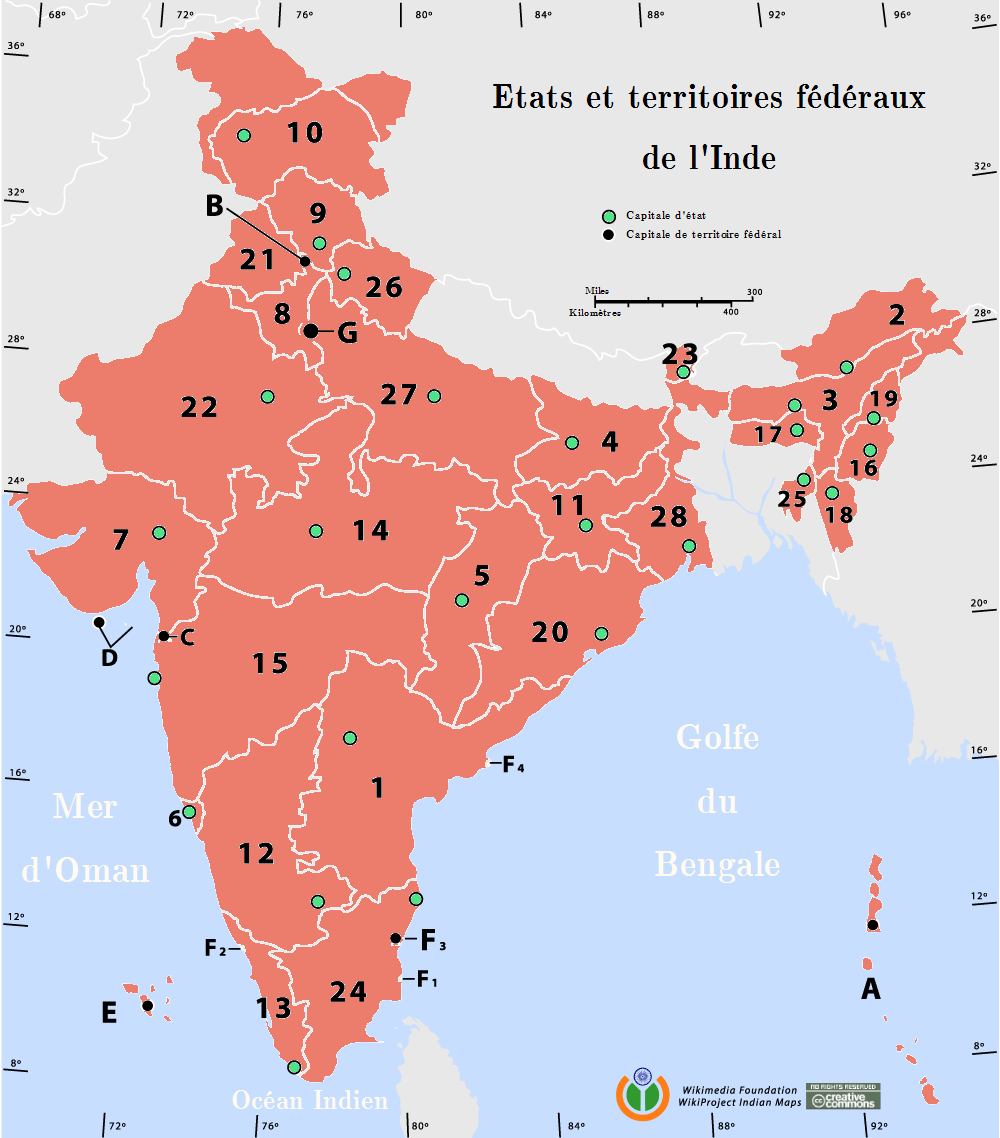
États et territoires de l'Inde

- E : Lakshadweep (Îles Laquedives - Îles Amindivi - Minicoy)
- F : Territoire de Pondichéry
  - F1 : Karikal (Kârikâl) (enclavé dans le Tamil Nadu)
  - F2 : Mahé (sur la mer d'Arabie, enclavé dans le Kerala)
  - F3 : Pondichéry (enclavé dans le Tamil Nadu)
  - F4 : Yanaon (enclavé dans l'Andhra Pradesh)
- G : Territoire national de la capitale Delhi

L'État du Jammu-et-Cachemire fait l'objet d'une dispute territoriale entre l'Inde, la Chine et le Pakistan (ces deux derniers administrant des régions que l'Inde considère comme faisant partie du Jammu-et-Cachemire). L'État d'Arunachal Pradesh est revendiqué par la Chine mais administré par l'Inde. À l'est, la frontière entre l'Inde et le Bangladesh mesure près de 4 000 km ; elle correspond à la limite entre un pays à majorité musulmane (le Bangladesh) et un État à majorité hindouiste (l'Inde). New Delhi souhaite limiter l'immigration clandestine et l'infiltration de terroristes sur son territoire. L'armée des frontières (Border Security Force) tente de contrôler cette immense frontière.

## Zones géographiques
L'Inde est divisée en sept zones géographiques :
1. Les montagnes septentrionales parmi lesquelles l'Himalaya et la chaîne de montagne du nord-est du pays.
2. La plaine indo-gangétique
3. Le désert du Thar
4. Les hauts plateaux du centre et le plateau du Deccan
5. La côte orientale
6. La côte occidentale
7. Les mers et îles avoisinantes

L'Inde orientale, ou Nord-Est de l'Inde, est séparée de l'Inde occidentale par le Corridor de Siliguri

### Relief

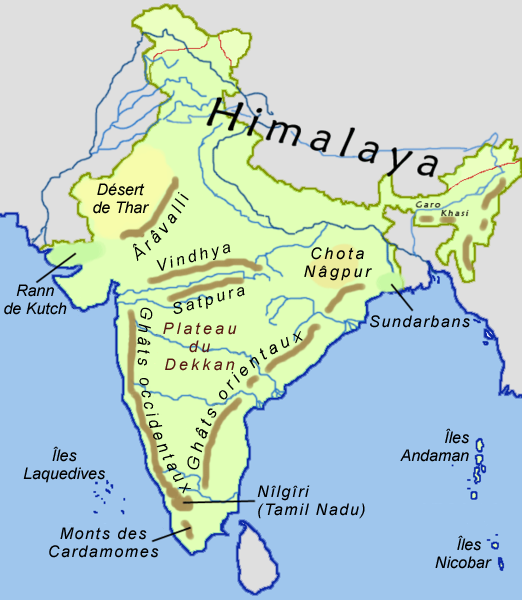
Carte des régions montagneuses en Inde.

Un grand arc montagneux, composé des chaînes de l'Himalaya, le Karakoram, l'Hindū-Kūsh et du Patkai délimite le sous-continent indien. Ces montagnes ont été formées par le mouvement tectonique de la plaque indienne qui glisse sous la plaque eurasienne depuis 50 millions d'années.
Ces chaînes montagneuses sont parmi les plus grandes du monde et forment une barrière naturelle contre les vents polaires glaciaux. En outre, elles rendent possible la mousson qui influence profondément le climat indien. Les nombreux cours d’eau qui prennent leur source dans ces montagnes irriguent les plaines indo-gangétiques.
Selon les biogéographes, ces chaînes de montagnes forment une frontière entre deux écozones majeures du globe : la zone paléarctique tempérée qui concerne la majeure partie de l'Eurasie et la zone tropicale et subtropicale indomalaise, qui inclut le sous-continent indien et s’étend dans le sud-est asiatique jusqu'en Indonésie.
Enfin, sur un plan historique, ces montagnes ont joué le rôle de barrières naturelles contre les envahisseurs.
On trouve en Inde sept chaînes de montagnes dépassant les 1 000 m. L’Himalaya est la seule dont les sommets sont couverts par les neiges éternelles. Ces chaînes sont :
1. Ârâvalli
2. Ghâts orientaux
3. Himalaya
4. Patkai
5. Vindhya
6. Sahyadri ou ghâts occidentaux
7. Satpura

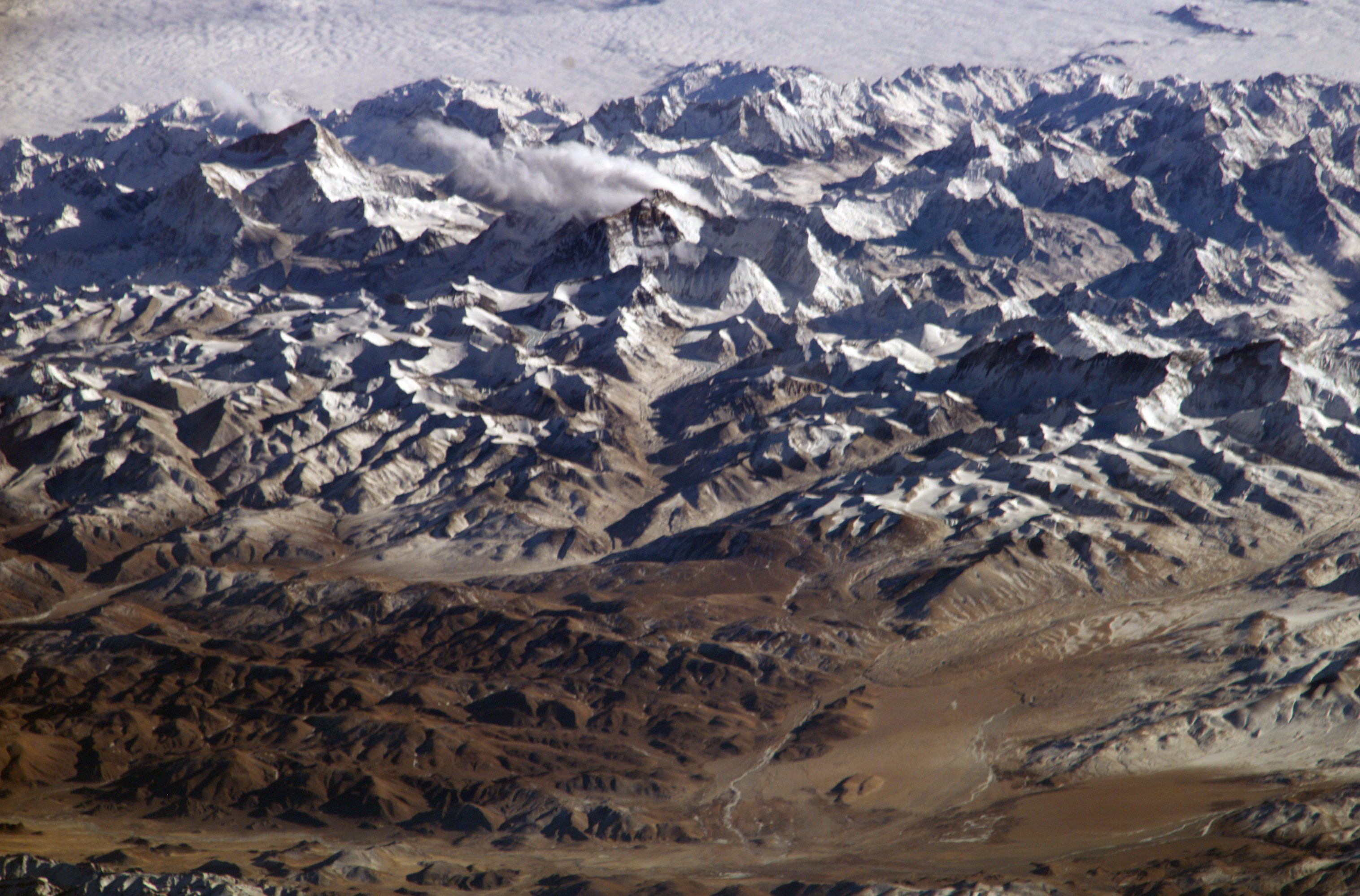
Vue de l'Himalaya depuis la station spatiale internationale.

L’Himalaya est la plus haute chaîne montagneuse du monde. Elle forme la bordure nord-est du pays, séparant celui-ci du reste de l’Asie. Cette chaîne montagneuse, qui s’étend sur 2 500 km et couvre une superficie de 500 000 km2 est également l’une des plus jeunes du monde.

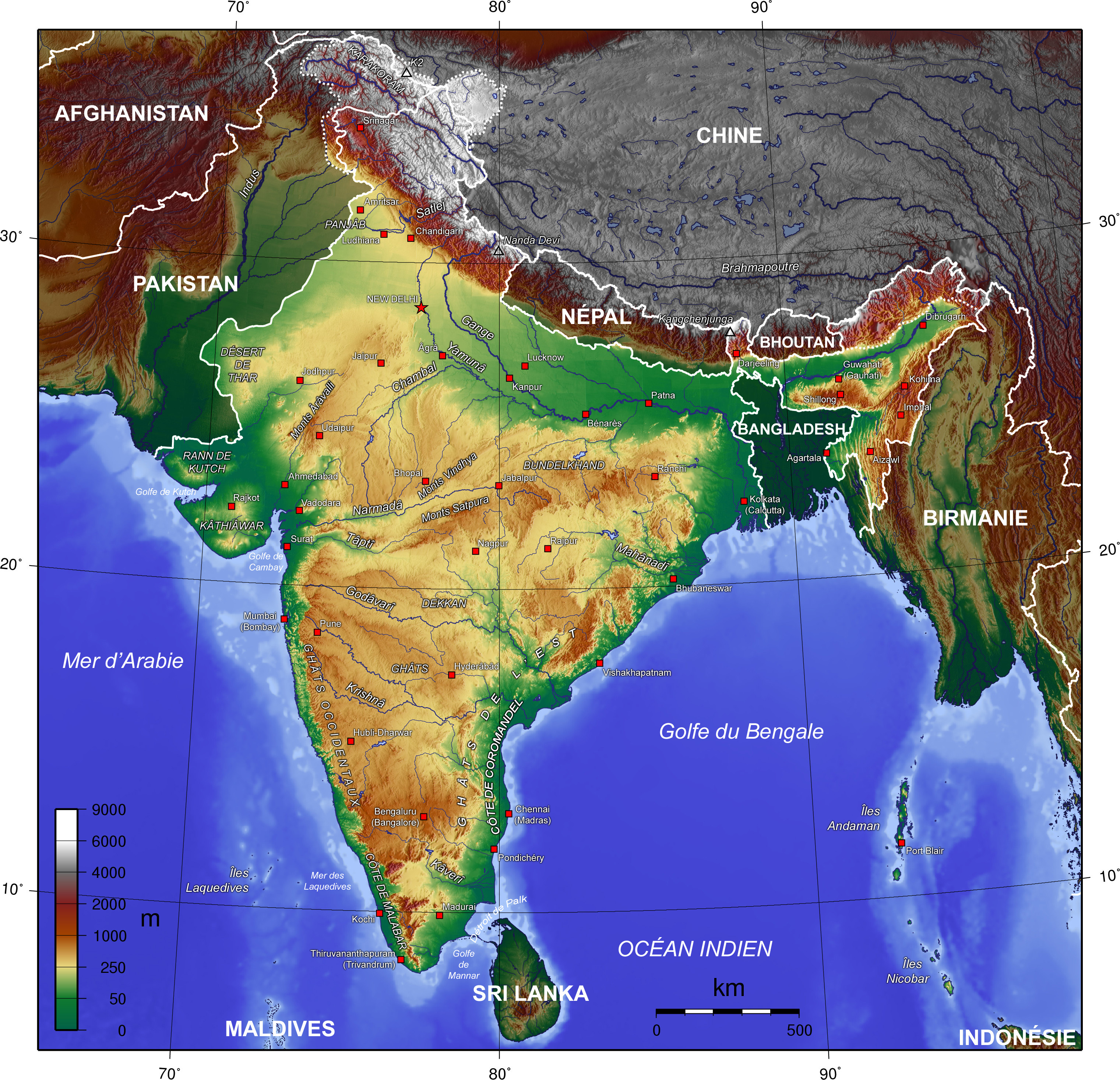
Régions élevées de l'Inde (carte détaillée).

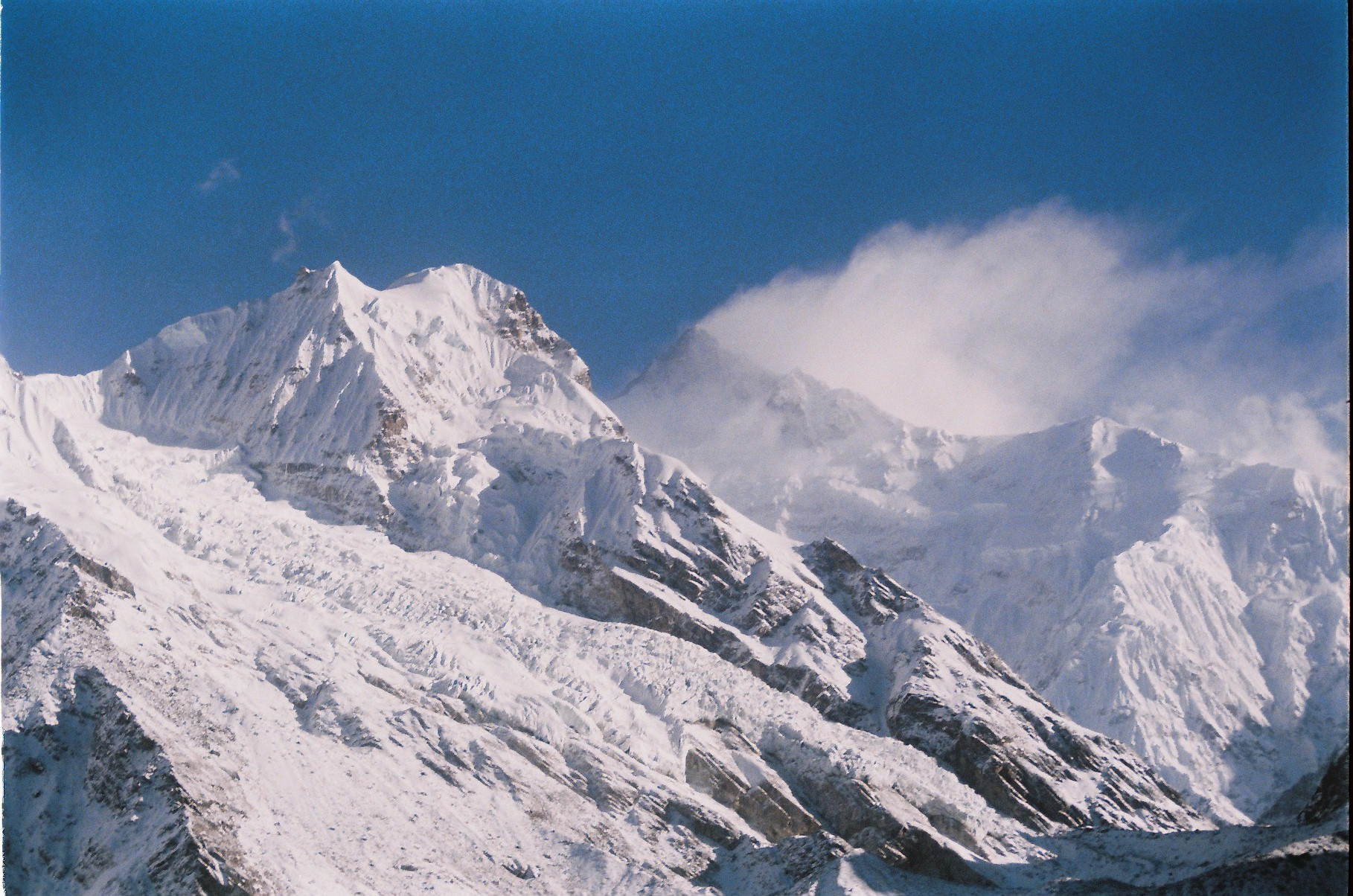
Sommets himalayens dans le Sikkim.

L’Himalaya s’étend de l’État de Jammu et Cachemire à l'ouest jusqu’à l’Arunachal Pradesh à l'est. Ces États — de même que l’Himachal Pradesh, l'Uttarakhand, et le Sikkim — appartiennent, pour la plus grande partie de leur surface, à la région himalayenne. Le Bengale-Occidental est aussi un État traversé par l'Himalaya, les régions septentrionales de cet État sont situées dans l'Himalaya, ces régions sont connues pour être les régions où l'on cultive le thé Darjeeling. 73 % de l'Himalaya est indien.
Certains sommets himalayens dépassent les 7 000 m. La limite des neiges éternelles s’établit à 6 000 m dans le Sikkim et descend jusqu’à environ 3 000 m au Cachemire. Le Kanchenjunga, qui appartient à l’État de Sikkim, est le point culminant du territoire indien (la question est toutefois controversée). La plupart des sommets himalayens sont recouverts par les neiges éternelles.
Le Siwalik, ou Bas-Himalaya, sont des montagnes moins hautes, côté indien. La plupart des formations rocheuses étant jeunes et très instables, les glissements de terrain sont un phénomène récurrent pendant la saison des pluies. Beaucoup de stations indiennes se situent dans ces chaînes de moyenne altitude. Le climat y est variable : subtropical au pied des montagnes et toundra dans les zones d’altitude.
Les montagnes de l’est indien, à la frontière birmane, sont appelées Patkai (ou Purvanchal). Elles résultent du même phénomène tectonique que celui qui a engendré l’Himalaya. La chaîne du Patkai est caractérisée par des sommets coniques, et de profondes vallées très encaissées. Elles ne sont toutefois pas autant hostiles ni hautes que l’Himalaya. Le Patkai comprend notamment trois massifs montagneux : le Patkai-Bum, le Garo-Khasi-Jaintia, et les Monts Lushai.
Le Garo-Khasi appartient à l’État indien de Meghalaya. Le climat oscille de tempéré à alpin selon l'altitude. La cité de Cherrapunji, sur la face exposée au vent de ces montagnes, se distingue par son humidité exceptionnelle puisque cette ville reçoit la plus grande quantité de pluie au monde;.

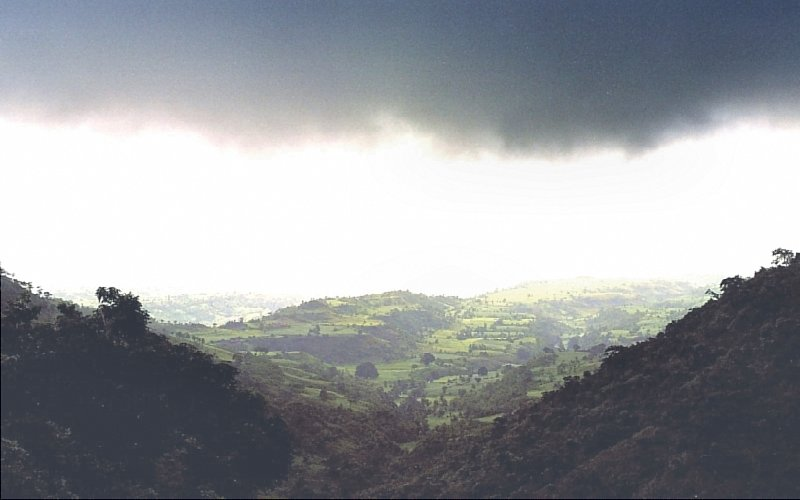
Le massif de Vindhya (centre de l'Inde).

Le massif du Vindhya s'étend sur une grande partie du centre de l'Inde, sur une distance de 1 050 km. La hauteur moyenne de ces collines est de 300 m; on pense qu’elles se sont formées grâce à l'accumulation des débris engendrés par l'érosion des anciennes montagnes Aravalli. Géographiquement, elles séparent le nord de l’Inde du sud du pays. La limite occidentale de ce massif se trouve dans l'État du Gujarat, près de sa frontière avec le Madhya Pradesh, tandis qu’à l'est et au nord, la chaîne se prolonge jusqu'au Gange à Mirzapur.
Le massif de Satpura est une chaîne de collines au centre du pays. Elle s'étend de l'est du Gujarat (près de la côte de la mer d'Arabie) vers l'est à travers le Maharashtra, le Madhya Pradesh pour finir dans l’État de Chhattisgarh. Elle mesure 900 km au total, avec de nombreux sommets dépassant les 1 000 m. Ce massif a la forme d'un angle dont le sommet serait à Ratnapuri tandis que ses deux côtés sont parallèles aux fleuves Tapti et Narmada. La chaîne s’étend parallèlement au massif du Vindhya, situé plus au nord, et ces deux massifs orientés d'est en ouest séparent la plaine indo-gangétique (nord de l’Inde) du plateau du Deccan situé plus au sud. Le fleuve Narmada parcourt vers l'ouest la dépression creusée entre les deux massifs, depuis les pentes nord du Satpura vers la mer d'Arabie.

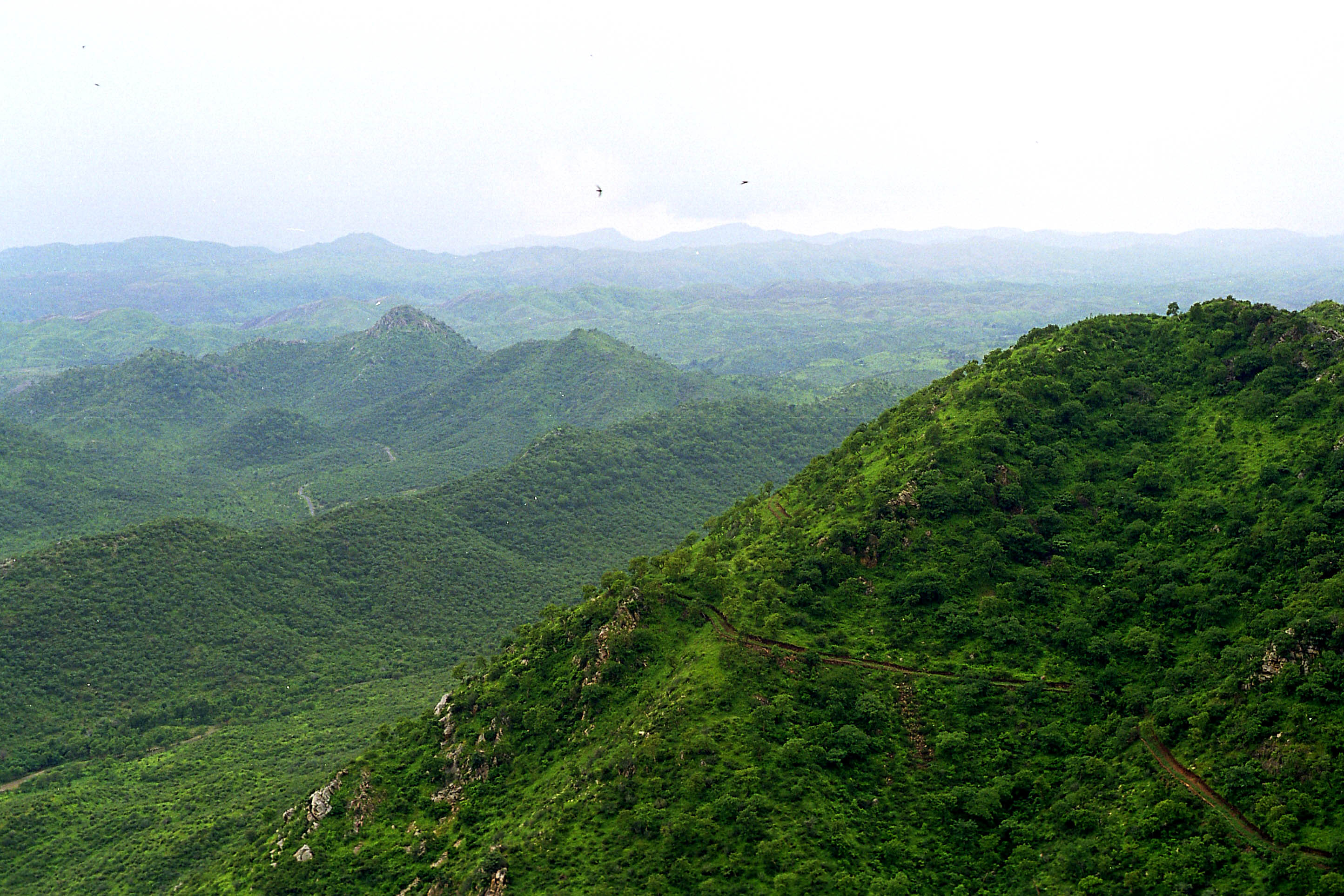
Le massif Aravalli dans le Rajasthan.

Le massif des Ârâvalli est le plus ancien d’Inde. Il s’étend du nord-est vers le sud-ouest sur environ 500 km. L’extrémité nord du massif se poursuit en collines isolées et arêtes rocheuses à l'intérieur de l'Haryana, et aboutit près de Delhi. Le plus haut sommet est le mont Abu qui culmine à 1 722 m, près de l’extrémité sud-ouest du massif, à côté de la frontière du Gujarat. La ville d'Ajmer et son lac se situent sur la pente sud du massif, dans le Rajasthan. Ce massif résulte de l'érosion d’un ancien plissement montagneux qui fut jadis bien plus haut. Le massif s’est élevé au cours de l’ère précambrienne lors de l'orogenèse Âravalli-Delhi. Il relie deux des anciens segments qui ont formé le craton indien : le Marwar au nord-ouest du massif et le Bundelkhand au sud-est.
Les Ghâts occidentaux ou montagnes Sahyadri s'étendent le long de la bordure ouest du plateau du Deccan, et séparent celui-ci d’une étroite plaine côtière qui longe la mer d’Oman. Le massif naît au sud du fleuve Tapti, près de la frontière entre le Gujarat et l'État de Maharashtra parcourant approximativement 1 600 km à travers les États de Maharashtra, Goa, Karnataka, Kerala, et Tamil Nadu, presque à la pointe sud de la péninsule indienne. La hauteur moyenne est d’environ 1 000 m.

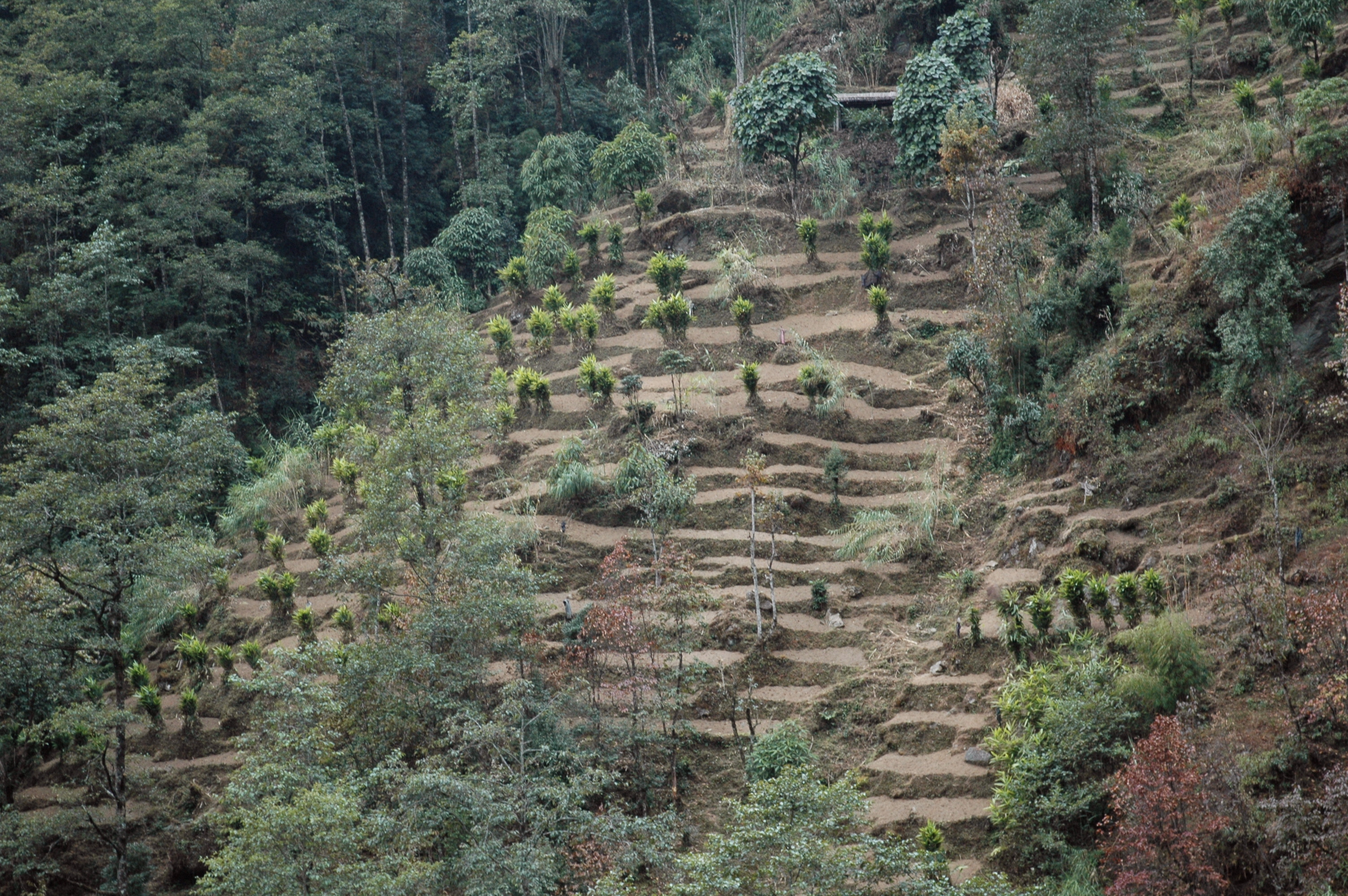
Plantation de Cardamomes dans les Monts des Cardamomes.

Les Ghâts orientaux forment un massif discontinu qui a été érodé et découpé par les quatre grands fleuves du sud de l'Inde, le Godavari, le Mahanadi, la Krishnâ et le Kaveri.
Ces montagnes s’étendent du Bengale occidental au nord, jusqu’au Tamil Nadu au sud, en traversent l'Orissa et l'Andhra Pradesh. Ils s'étendent parallèlement au golfe du Bengale et sont moins hauts que les Gâths occidentaux, bien que certains sommets dépassent 1 000 m.
Gâths orientaux et occidentaux se rejoignent dans les Nilgiri, au Tamil Nadu. Le mont Anamudi (à 2 695 m) dans les Monts des Cardamomes au Kerala est le plus haut sommet des Gâths occidentaux (auxquels les Nilgiris appartiennent).

### Plaine indo-gangétique

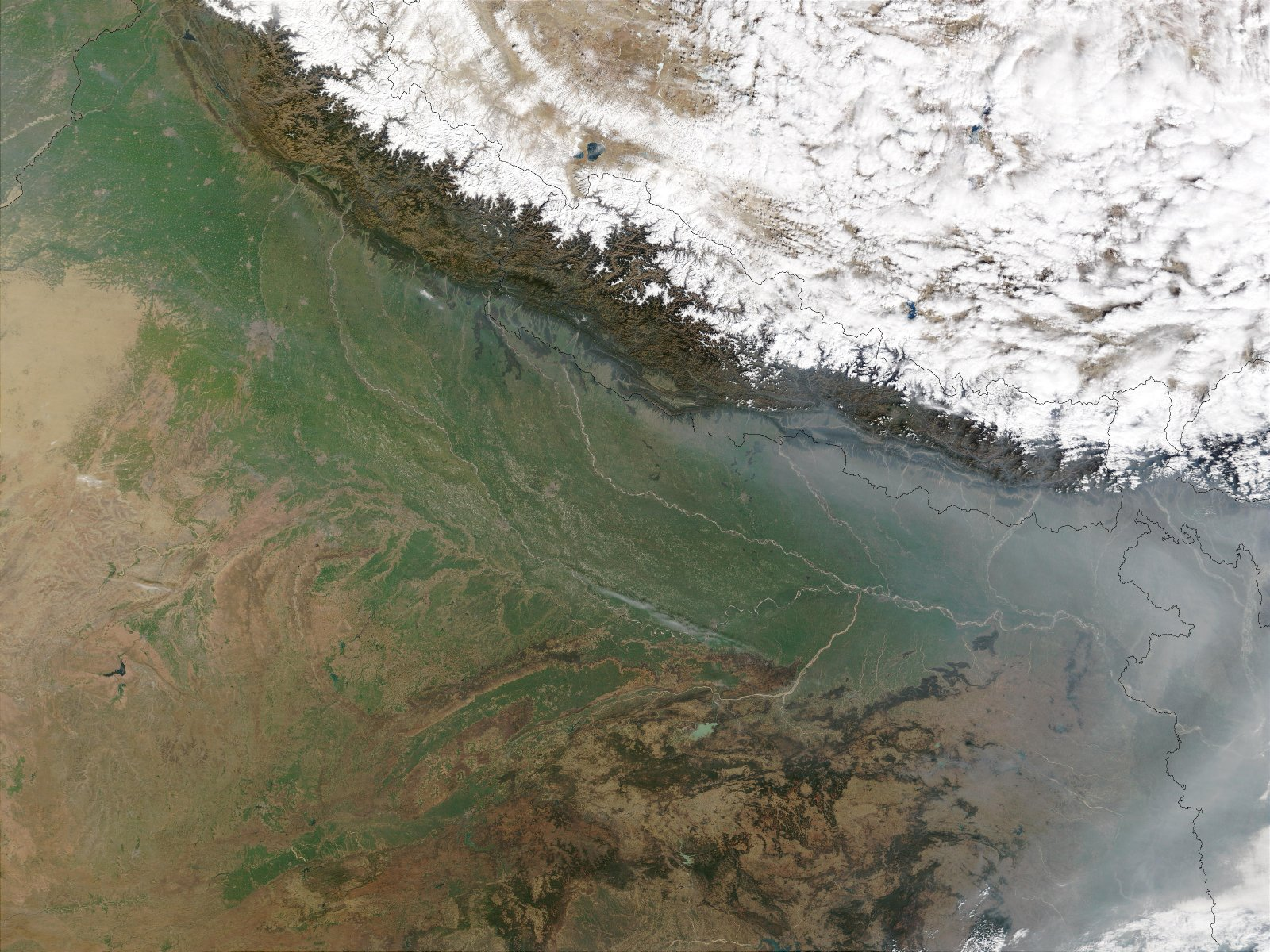
Une vue satellite de la plaine indo-gangétique

La plaine indo-gangétique est une vaste plaine inondable le long de l'Indus et du bassin Gange-Brahmapoutre. Elle est parallèle aux montagnes de l'Himalaya, depuis le Jammu-et-Cachemire à l'ouest jusqu'à l'Assam à l'est, inondant les États du Punjab, Haryana, Rajasthan oriental, Uttar Pradesh, Bihar, Jharkhand et Bengale occidental. Elle couvre une zone de 700 000 km2 et leur largeur varie de plusieurs centaines de kilomètres. Les principales rivières formant cet espace sont le Gange et l'Indus ainsi que leurs affluents : Beas, Yamuna, Gomti, Ravi, Chambal, Sutlej et Chenab.
La ceinture indo-gangétique est la plus grande étendue d'alluvions du monde, formée par le dépôt de limon provenant des nombreuses rivières environnantes. Les plaines sont plates et le plus souvent dénuées d'arbres, favorisant ainsi l'irrigation au moyen de canaux. La zone est également riche en sources d'eau naturelle.
Cette plaine est l'un des plus grands espaces d'agriculture intensive au monde. Les cultures poussant sur la plaine indo-gangétique sont en premier lieu le riz et le blé, via le système de rotation des cultures. Les autres cultures incluent le maïs, la canne à sucre et le coton. Également connues sous le nom les grandes plaines, la plaine indo-gangétique se classe parmi les zones les plus densément peuplées de la planète.

### Désert du Thar

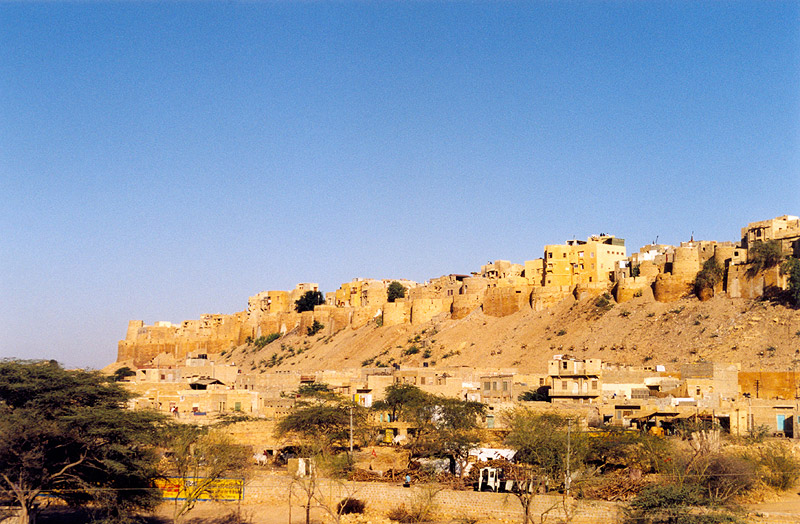
Jaisalmer au Rajasthan est situé au cœur du Désert du Thar.

Le désert du Thar (aussi appelé Grand Désert Indien ou Marusthali) est un désert chaud qui occupe une part importante de l'ouest de l'Inde. Il couvre une surface de 208 110 km2 sur quatre états : le Punjab, l'Haryana, le Rajasthan et le Gujarat. Ce désert s'étend aussi sur le territoire du Pakistan sous le nom de désert du Cholistan. Le désert du Thar se situe en grande partie au Rajasthan, couvrant 61 % de sa surface géographique. Il est en majorité rocheux, avec une partie sableuse à l'extrême ouest.

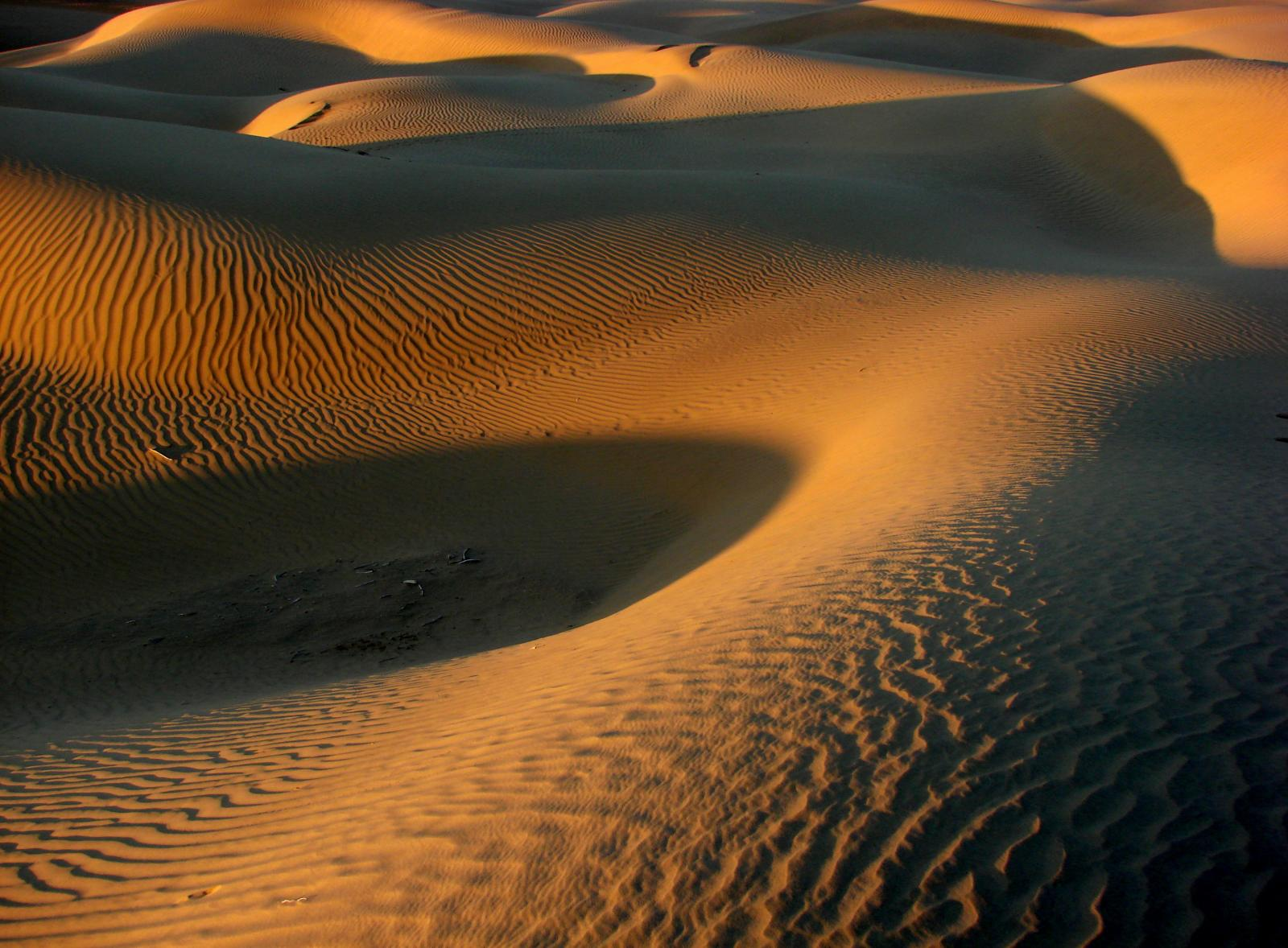
Coucher de soleil sur les dunes du désert du Thar au Rajasthan

L'origine du désert du Thar est incertaine. Certains géologues considèrent qu'il est âgé de 4 000 à 10 000 ans, alors que d'autres soutiennent que l'aridité dans cette région est bien antérieure. La zone est caractérisée par des températures extrêmes de plus de 45 °C en été à des températures négatives en hiver. Les précipitations sont rares et peu abondantes : de moins de 120 mm à l'extrême ouest à 375 mm à l'est. Le manque de précipitations est principalement dû à la position du désert par rapport à la chaîne des Aravalli. Le désert se situe dans une zone à l'abri de la pluie provoquée par la mousson du sud-ouest du golfe du Bengale. La chaîne des Aravalli située parallèlement à la mer d'Arabie forme une barrière naturelle aux précipitations se dirigeant vers le désert du Thar.
Le désert peut être divisé en 2 régions, le grand désert et le petit désert. Le grand désert s'étend au nord depuis la pointe de la région du Rann de Kutch dans le Gujarat. Le petit désert s'étend de la rivière Luni entre les villes de Jodhpur et Jaisalmer jusqu'au nord. Les sols de cette région aride sont généralement sablonneux ou formés de marne sableuse. Leur consistance et profondeur varient en fonction des caractéristiques topographiques. Les terreaux des basses terres sont plus lourds et deviennent du limon argileux, du carbonate de calcium ou du gypse. En raison de la faible densité de population, l'impact humain y est très faible sur l'environnement par rapport aux autres régions de l'Inde.

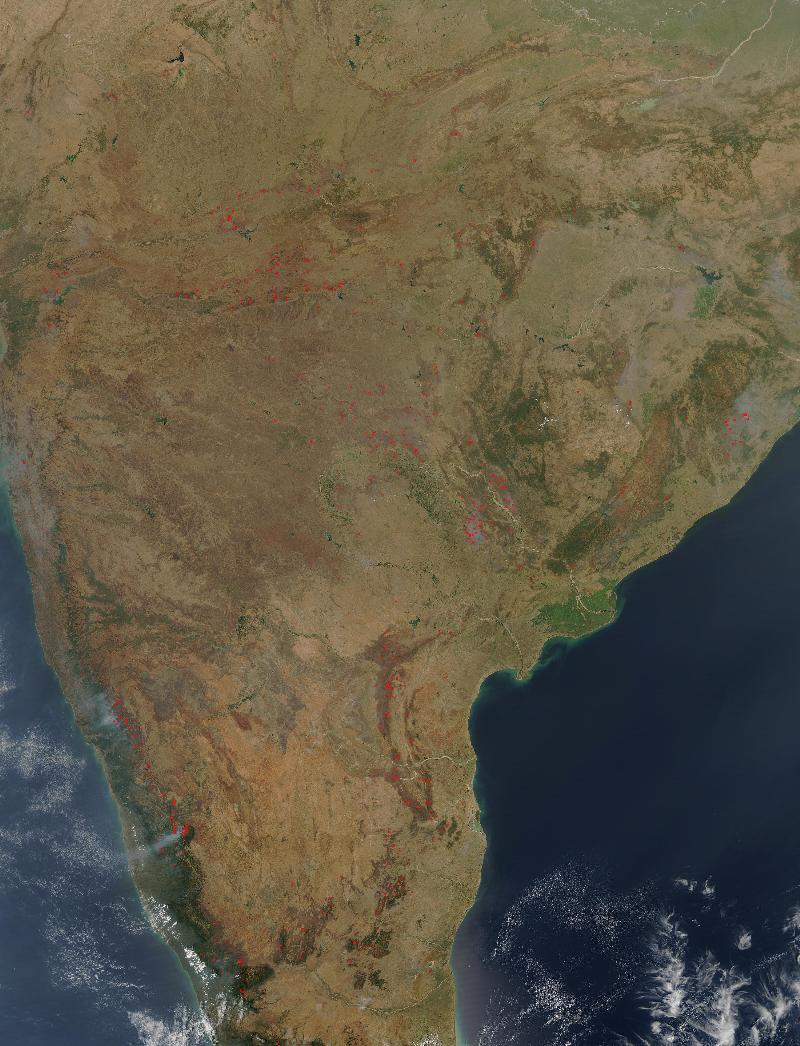
Image satellite de la région du Deccan dans le sud de l'Inde

### Plateaux
La région centrale est composée de trois plateaux principaux - le plateau du Malwa à l'Ouest, le plateau du Deccan au sud (qui recouvre la plus grande partie de la péninsule indienne) et le plateau Chota Nâgpur dans le Jharkhand vers l'est.
Le plateau du Deccan (ou Dekkan) est un large plateau triangulaire, entouré par le massif du Vindhya au nord et par les Ghâts orientaux et occidentaux. Le Deccan couvre une superficie totale de 1,9 million de kilomètres carrés (735 000 mille2). Il est principalement plat, avec une altitude variant entre 300 et 600 m.
Le nom de Deccan vient du mot sanskrit dakshina qui signifie le Sud. Le plateau est faiblement incliné de l'ouest vers l'est et donne naissance à de nombreuses rivières péninsulaires telles que le Godavari, la Krishnâ, le Kaveri et le Narmada. Cette région est principalement semi-aride puisqu'elle est située entre les parties venteuses des deux Ghâts. Une grande partie du Deccan est couverte de forêts d'épineux parsemées de petites régions de forêt d'arbres à feuilles caduques. Le climat est très chaud en été et doux l'hiver.
Le plateau de Chota Nâgpur est un plateau de l'est de l'Inde, qui recouvre une grande partie du Jharkhand ainsi que les parties adjacentes de l'Orissa, du Bihar et du Chhattisgarh. La superficie totale du plateau de Chota Nâgpur est approximativement de 65 000 km2 (25 000 mille2). Il est lui-même constitué de trois plateaux plus petits : le Ranchi, le Hazaribagh et le Kodarma. Le plateau de Ranchi est le plus étendu des trois, avec une altitude moyenne de 700 m. Il est principalement recouvert par les forêts d'arbres à feuilles caduques sèches. Ce plateau est célèbre pour ses importantes réserves de minerais et de charbon.
À côté de la grande péninsule indienne, la péninsule de Kathiawar située dans le Gujarat est une autre péninsule importante du pays.

### Côte orientale
La plaine côtière orientale est une longue étendue de terre située entre les Ghâts orientaux et le golfe du Bengale. Elle s'étire du Tamil Nadu au sud, jusqu'à l'ouest du Bengale au nord. Les deltas de plusieurs rivières indiennes occupent une majeure partie de ces plaines : le Mahanadi, le Godavari, le Kaveri et le Krishnâ forment le réseau hydrographique de la région. La région reçoit la mousson depuis le nord-est et le sud-ouest avec un taux annuel de précipitations qui oscille en moyenne entre 1 000 mm et 3 000 mm.
La largeur de ces plaines varient entre 100 et 130 km. Elles sont divisées en sept régions : le delta du Mahanadi, les plaines méridionales Andhra Pradesh, les deltas du Krishnâ et du Godavari, la côte de Kanyakumari, la côte de Coromandel et le littoral sablonneux.

### Côte occidentale

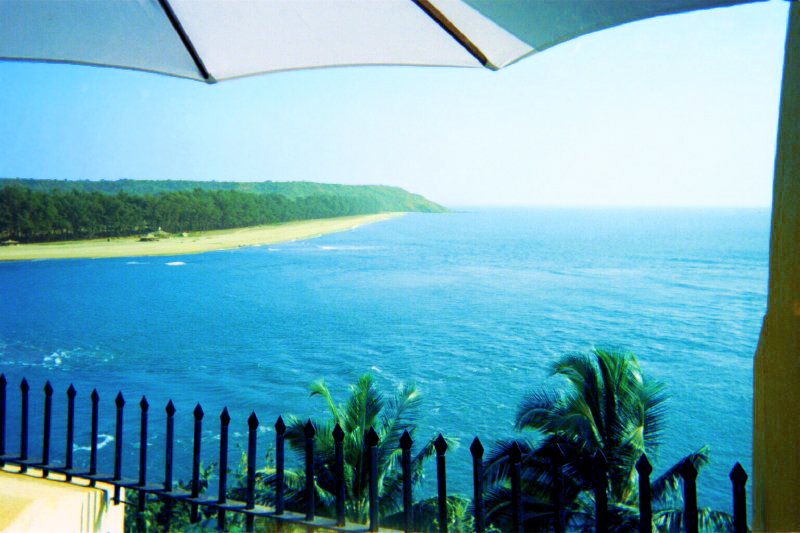
Vue sur la côte ouest de l'Inde à Goa, près de la frontière avec Maharashtra

La plaine côtière occidentale est une étroite bande de terre coincée entre les Ghâts occidentaux et la mer d'Arabie. Elle commence au Gujarat au nord et s'étend sur les États de Maharashtra, Goa, Karnataka et Kerala. Les plaines sont étroites, et ont une largeur comprise entre 50 et 100 km.
De petites rivières et des étangs inondent la région. Les rivières, en provenance des Ghâts occidentaux, ont un fort courant et sont pour la plupart présentes toute l'année, ce qui provoque la formation d'estuaires plutôt que de deltas. Les cours d'eau les plus importants débouchent sur la mer : le Tapti, le Narmada, le Mandovi et le Zouari.
La côte est divisée en trois régions :
- la côte septentrionale (Maharashtra et Goa) est connue sous le nom de côte de Konkan.
- la région centrale (Karnataka), plus connue sous le nom de côte de Kanara
- la côte méridionale de Kerala, nommée aussi la côte de Malabar

La côte de Malabar, qui forme une écorégion au climat humide, possède une végétation composée surtout de feuillus.

### Îles

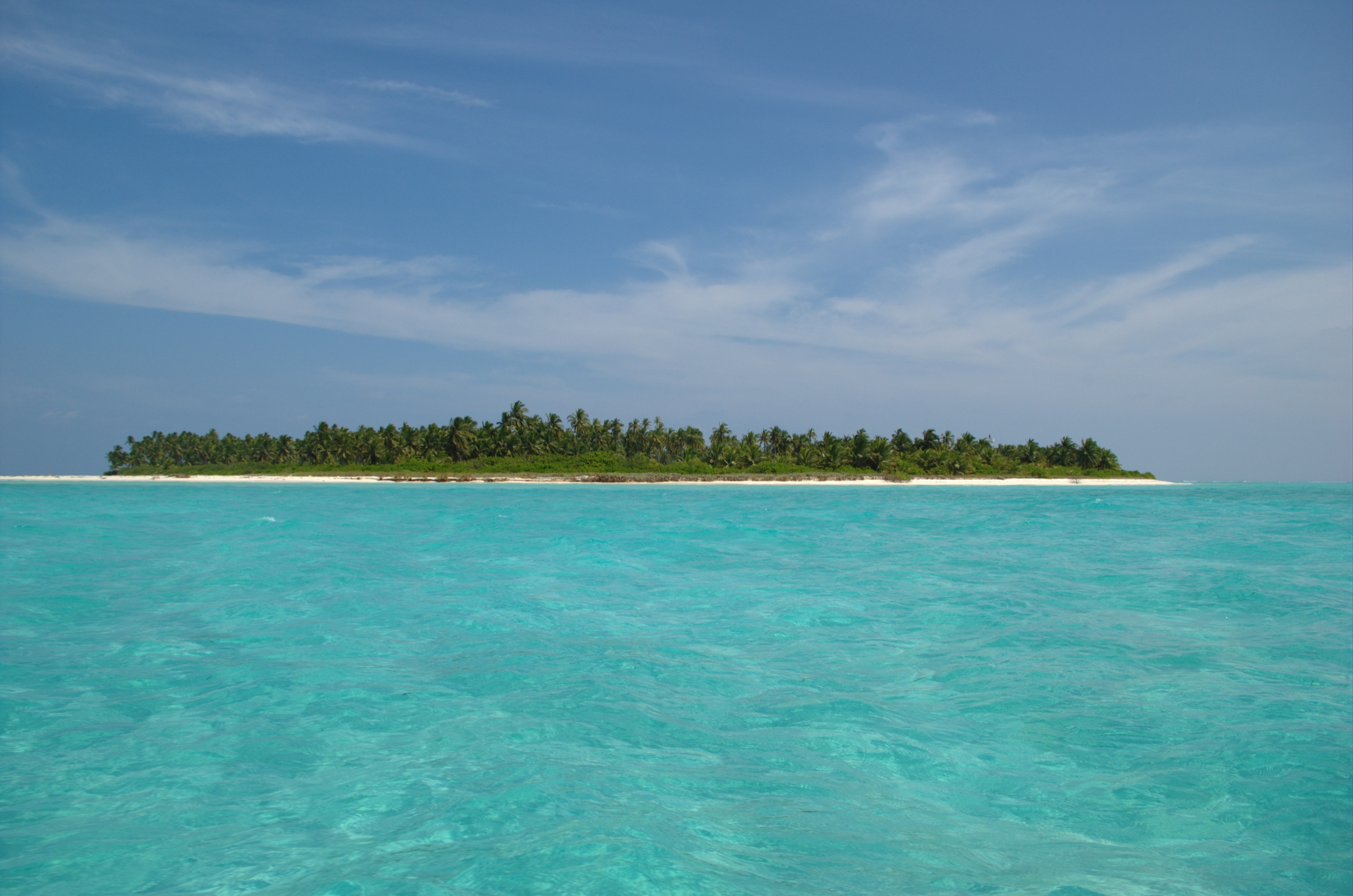
Une des nombreuses îles inhabitée de l'archipel des Lakshadweep

L'Inde possède deux archipels : les îles Laquedives et les îles Andaman-et-Nicobar. Ces deux archipels sont administrés par le gouvernement fédéral car ce sont des territoires fédéraux.
Les îles Laquedives sont situées dans la mer d'Arabie, l'île plus proche se trouve à 220 km au large du Kerala, la plus éloignée est à 440 km de la côte. Elles sont constituées de douze atolls coralliens, trois récifs coralliens et cinq bancs de sable. Dix de ces îles sont inhabitées.
Les archipels des îles Andaman-et-Nicobar sont dans le golfe du Bengale près des côtes de la Birmanie. Elles sont à 950 km de Calcutta et 193 km de cap Negrais en Birmanie. Le territoire fédéral est constitué de deux groupes d'îles distincts, les îles Andaman et les îles Nicobar. Les îles Andaman sont au nombre de 204 et ont une longueur totale de 352 km. Les 32 îles Nicobar, situées au sud des Andamans, ont une aire totale de 1 841 km2. Le point culminant est le mont Thullier d'une hauteur de 642 m. La pointe Indira, le lieu le plus austral de l'Inde, est dans les îles Nicobar, à 189 km au nord-ouest de l'île indonésienne de Sumatra.
L'Inde compte d'autres îles de taille respectable, parmi lesquelles Diu, une ancienne enclave portugaise, Majuli, la plus grande île asiatique d'eau douce, l'île Salsette, sur laquelle se trouve Bombay et est donc la plus peuplée d'Inde, Elephanta, dans le port de Bombay, et Sriharikota, une barre dans l'Andhra Pradesh.

## Hydrographie

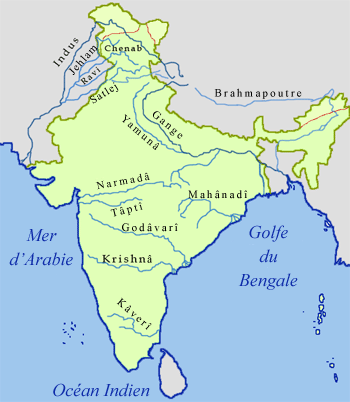
Rivières indiennes

Tous les grands fleuves indiens sont issus de l'un des trois principaux bassins hydrographiques :
1. L'Himalaya et le massif du Karakoram,
2. Les massifs du Vindhya et de Satpura au centre de l'Inde,
3. Les ghâts occidentaux ou Sahyadri à l'ouest de l'Inde.

Le réseau fluvial descendant de l'Himalaya est alimenté par l'eau provenant de la fonte des neiges et a donc un flot continu tout au long de l'année. Les deux autres bassins dépendent de la mousson et se transforment en ruisseaux durant la saison sèche.
Douze des rivières indiennes sont classées comme principales. La surface totale de leurs bassins dépasse 2 528 000 km2.

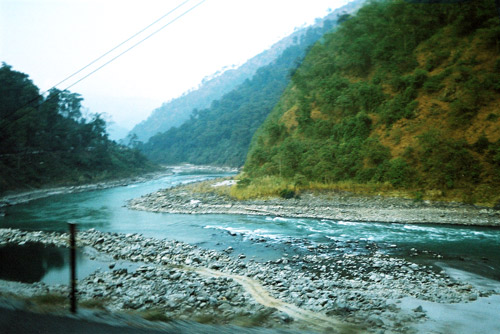
La rivière Teesta, un affluent du Brahmapoutre au nord du Bengale occidental

Les rivières himalayennes ou rivières du nord qui coulent en direction de l'ouest vers le Pakistan sont l'Indus, le Beas, la Chenab, la Ravi, le Sutlej et la Jhelum.
Le bassin Gange-Brahmapoutre-Meghana est le plus grand (1 100 000 km2). Le Gange prend sa source au glacier Gangotri dans l'Uttaranchal. Il se dirige vers le sud-est et se jette dans la mer au Bangladesh. Les rivières Yamuna et Gomti sont également issues de l'ouest de l'Himalaya et rejoignent le Gange dans les plaines. Le Brahmapoutre, un affluent du Gange originaire du Tibet entre en Inde à l'extrémité orientale de l'état d'Arunachal Pradesh. Il coule ensuite vers l'ouest et s'unit au Gange au Bangladesh.
Le Chambal, un autre affluent du Gange, est originaire du bassin hydrographique Vindhya-Satpura. La rivière coule vers l'est. Deux fleuves se dirigent vers l'ouest : la Narmada (aussi appelée Berbudda) et la Tapti se jettent dans la mer d'Arabie dans l'État du Gujarat. Les fleuves s'écoulant d'est en ouest constituent 10 % du débit total.

Toutes les rivières du Dekkan prennent leur source dans les Ghâts occidentaux. Les principales rivières de ce plateau sont le Mahanadi, le Godavari, la Krishnâ et la Kaveri qui se jettent toutes dans le golfe du Bengale. Ces rivières représentent environ 20 % du débit total des rivières indiennes.

## Étendues d'eau

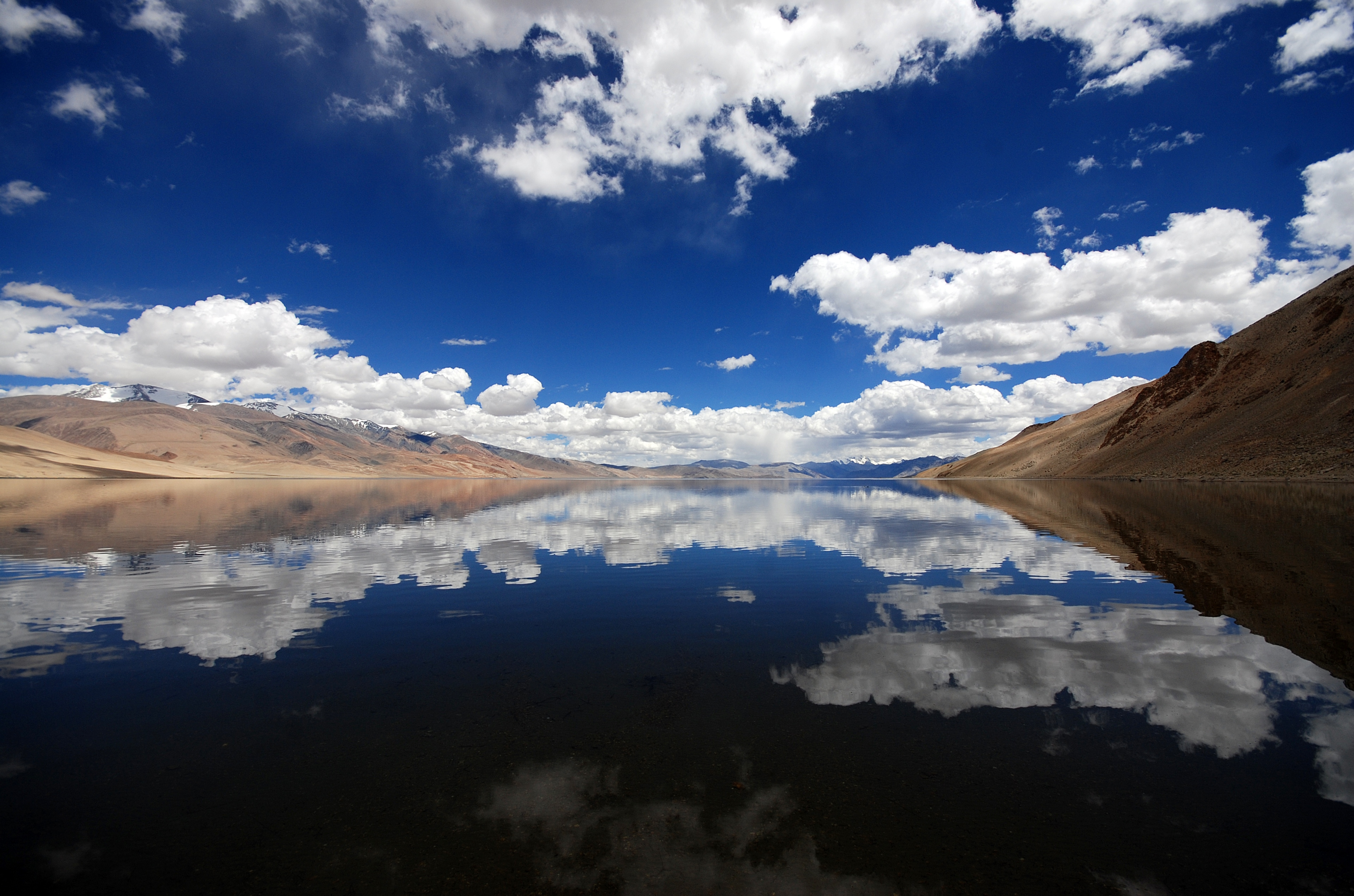
Le lac Tso Kiagar au Ladakh

Les principaux golfes sont le golfe de Cambay, le golfe de Kutch et le golfe de Mannar. Le détroit de Palk sépare l'Inde du Sri Lanka, le passage du dixième parallèle sépare les îles Andaman des îles Nicobar et le passage du huitième parallèle sépare les îles Laquedives et les îles Amindivi de l'île Minicoy au sud. Les caps les plus connus sont le cap Comorin, la pointe Indira (le point le plus au sud de l'Inde), le pont d'Adam et la pointe Calimère. Les plus petites mers sont la mer des Laquedives et la mer d'Andaman. Il y a quatre récifs coralliens, respectivement situés dans les îles Andaman-et-Nicobar, dans le golfe de Mannar, dans le golfe de Kutch et au Lakshadweep.
Les lacs les plus importants sont le lac Chilika (le plus grand lac salé du pays), le lac Kolleru, le lac Loktak, le Lac Dhal, le lac Sambhar et le lac Sasthamkotta.

## Zones humides
L'écosystème formé par les zones humides de l'Inde est largement séparé des zones froides et arides. On trouve de telles zones dans diverses régions de l'Inde, par exemple au Ladakh dans l'État du Jammu-et-Cachemire et dans la péninsule indienne au climat moite et humide. La plupart des zones humides sont directement ou indirectement rattachées à un réseau fluvial. Le gouvernement indien a identifié un total de 22 zones humides à préserver. Parmi les zones protégées se trouvent les forêts de mangrove tropicales dans la péninsule indienne et les bancs de boue salés de l'Inde occidentale.
Les forêts de mangrove s'étendent tout le long du littoral indien, dans des estuaires abrités, des marais salants et des zones boueuses. La mangrove couvre un espace de 6 740 km2 qui représente 7 % de la superficie mondiale de mangrove. Les îles Andaman et Nicobar, les Sundarbans, le golfe de Kutch, les deltas de Mahanadi, Godavari et Krishnâ ainsi des parties de Maharashtra, Karnataka et Kerala possèdent des forêts de mangrove étendues.
La plupart des zones humides identifiées font partie (ou sont attenantes à) des sanctuaires ou parcs nationaux et ainsi protégées.

### Les Sundarbans

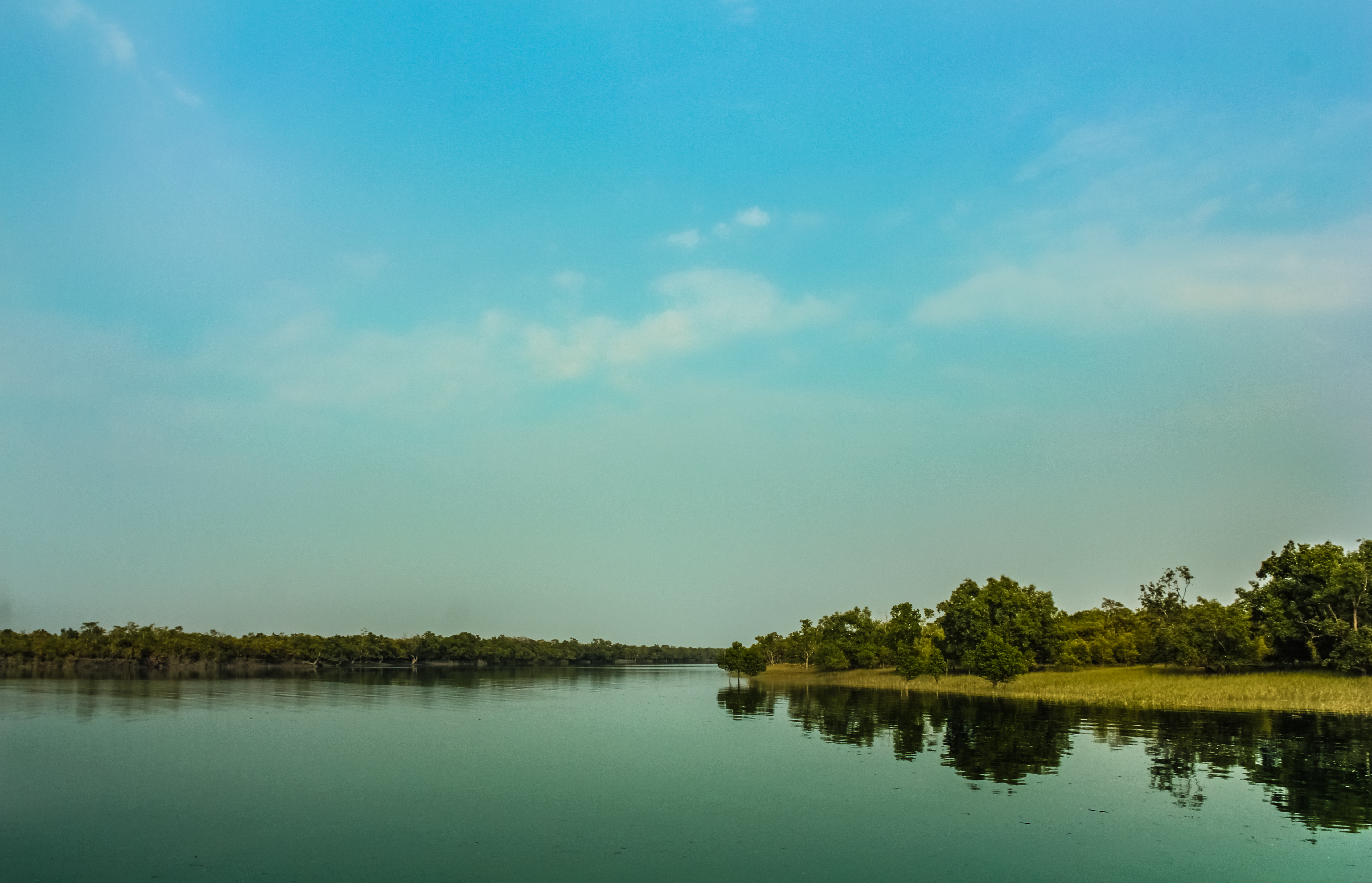
Forêt des Sundarbans au Bengale-Occidental (Inde)

Le delta des Sundarbans est la plus grande forêt de mangrove du monde. Elle est située à l'embouchure du Gange, au Bangladesh et au Bengale occidental (Inde). Les portions bangladeshies et indiennes de cette jungle ont été classées par l'Unesco sur la liste du patrimoine mondial, respectivement en tant que Sundarbans et parc national des Sundarbans, bien que ces appellations concernent deux parties de la même forêt.
Les Sundarbans sont parcourues par un réseau complexe de chenaux de marée, des vasières et de petites îles où se développe une forêt de mangrove tolérant le sel, l'ensemble offrant un excellent exemple de processus écologique dynamique.
Cette zone est également connue pour sa faune variée, notamment le célèbre tigre du Bengale (400 environ), mais aussi de nombreuses espèces d'oiseaux, ainsi que le cerf axis (au nombre de 30 000), des crocodiles et des serpents.

### Rann de Kutch
Le Rann de Kutch est une région marécageuse et désertique située dans le Gujarat, qui borde le Sind, une province du Pakistan. Le nom Rann vient d'un mot hindi ran qui signifie désert. Le Rann occupe une superficie totale de 27 900 km2. La région appartenait à l'origine à la mer d'Arabie. Mais les forces géologiques, principalement les séismes, ont créé un barrage vers le haut de la région et l'ont ainsi transformée en une lagune d'eau salée. Cette zone s'est peu à peu remplie de vase, si bien qu'elle est devenue un désert de sel saisonnier. Durant la période des moussons, le Rann de Kutch est envahi par les eaux (le niveau de l'eau arrive à peu près aux genoux), ce qui fait que les nombreuses terres habitées deviennent des îles séparées du continent. Après les moussons, la région s'assèche et finit par devenir en hiver un désert de sel.

## Climat

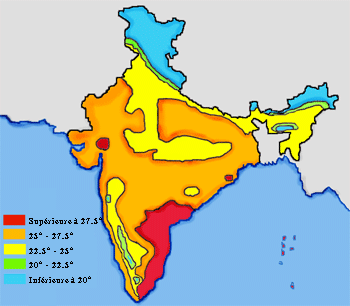
Moyenne des températures en Inde (en degrés Celsius)

Le climat en Inde est fortement influencé par l'Himalaya et le désert du Thar. Le massif de l'Himalaya, de même que la chaîne de l'Hindū-Kūsh au Pakistan, constituent tous deux une barrière naturelle arrêtant les vents froids venant d'Asie centrale, maintenant ainsi au sein du sous-continent indien des températures plus élevées que dans la plupart des lieux situés aux mêmes latitudes. Le désert du Thar attire les vents de mousson chargés d'humidité qui sont responsables de la plus grande partie des précipitations en Inde.

Précipitations annuelles en millimètres

Il est difficile d'énoncer des généralités sur le climat indien. La superficie extrêmement importante de l'Inde explique le fait que les conditions climatiques du Cachemire ont peu de rapport avec celles de l'extrême sud du sous-continent. Par ailleurs, la topographie variée du pays fait que de nombreuses régions ont leur propre climat. Le climat indien varie d'un climat tropical au sud à un climat tempéré au nord. Certaines régions de l'Himalaya possèdent un climat polaire.
L'année est officiellement partagée en quatre saisons principales pour la plupart du pays : la mousson, l'été, l'hiver et le retrait de la mousson. Les régions indiennes situées dans l'Himalaya vivent cinq saisons : le printemps, l'été, la mousson, l'automne et l'hiver. Des chutes de neige soutenues ont lieu uniquement dans les régions situées en altitude.
L'été dure de mars à juin dans la plus grande partie de l'Inde. Les températures dépassent 40 °C pendant la journée. Les régions côtières dépassent les 30 °C avec des taux d'humidité très élevés. Dans la région du désert du Thar, les températures peuvent dépasser 45 °C.
L'été est suivi par les pluies de mousson provenant du sud-ouest, responsables de la plupart des précipitations. Les nuages porteurs de pluie sont attirés par le système de basses pressions créé par le désert du Thar. La date officielle de l'arrivée de la mousson est le 1er juin, lorsque la mousson traverse la côte du Kerala. La mousson provenant du sud-ouest se divise en deux bras, celui du golfe du Bengale et celui de la mer d'Arabie. Le bras du golfe du Bengale se dirige vers le nord, traversant le nord-est de l'Inde début juin. Il progresse ensuite vers l'est, atteignant Delhi vers le 29 juin. Le bras de la mer d'Arabie se déplace vers le nord et déverse la plupart de son eau sur le versant exposé au vent des Ghâts occidentaux. Début juin, la plus grande partie de l'Inde se trouve sous les pluies de mousson.
La mousson commence à se retirer du nord de l'Inde vers le mois d'août et du Kerala vers le mois d'octobre. La courte période après le retrait est appelée le retrait des moussons et est caractérisée par un temps calme. Vers le mois de novembre, l'hiver commence à s'installer dans les régions du nord. Plus tard, vers la fin du mois de décembre, l'hiver gagne le sud.
Les hivers dans la péninsule indienne donnent lieu à des journées tempérées, voire chaudes et à des nuits fraîches. Plus au nord, les températures sont plus douces. Dans certaines régions des plaines indiennes, les températures descendent parfois en dessous de zéro. Durant cette saison, le brouillard s'étend sur la plus grande partie de l'Inde du nord.
La plus haute température enregistrée en Inde fut 50,6 °C à Alwar en 1955. La plus basse fut −45 °C au Ladakh. Les récents relevés de température atteignant 55 °C à Orissa ont été accueillis avec un certain scepticisme par le Service météorologique indien, en grande partie à cause de la méthode de mesure de ces données.

## Géologie

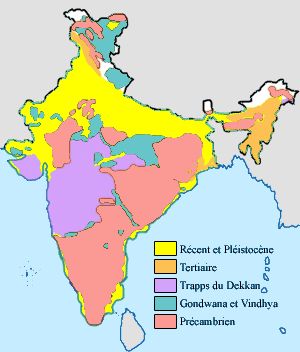
Régions géologiques de l'Inde

L'Inde possède des profils géologiques variés qui représentent le spectre entier de l'ère géologique. Ces éléments géologiques indiens sont classés selon leur ère de formation.
Les formations précambriennes qui ont créé le Cudappah et le Vindhya sont visibles principalement à l'est et au sud du pays, bien qu'une petite partie de ces formations se trouve au centre et à l'ouest.
À l'ère paléozoïque, les systèmes cambrien, ordovicien, silurien et dévonien ont formé la partie ouest de l'Himalaya, le Cachemire et l'Himachal Pradesh.
L'ère mésozoïque, période de formation des trapps du Deccan, a laissé des traces visibles sur une grande partie du nord du Deccan. Les géologues pensent que les trapps du Deccan sont le résultat d'une activité volcanique sub-aérienne. Le sol des trapps est en effet de couleur noire et favorise l'agriculture. Les traces des formations géologiques des systèmes carbonifère, permien, trias et jurassique peuvent être observées dans l'ouest de l'Himalaya. Le système jurassique a également laissé des traces au Rajasthan.
Les traces de l'ère tertiaire se retrouvent dans certaines parties du Manipur, du Nagaland, de l'Arunachal Pradesh et le long de la ceinture himalayenne. Le système du Crétacé est identifiable dans le centre de l'Inde, dans le Vindhya, et dans une partie des plaines indo-gangétiques ; Le système du gondwana dans la Narmadâ à la hauteur du Vindhya et du Satpura ; le système éocène dans l'Assam et l'Ouest de l'Himalaya. Les traces des formations de l'Oligocène se trouvent quant à elles dans l'Assam et le Kutch.
Le système pléistocène a laissé des traces dans toute la partie centrale de l'Inde. Elles sont riches en minéraux tels que le lignite, le minerai de fer, le manganèse et l'aluminium. On pense que les îles Andaman-et-Nicobar ont été formées à cette ère par une intense activité volcanique.
L'Himalaya résulte de la convergence et la déformation des plaques indo-australienne et eurasienne. Cette convergence est encore décelable, elle contribue en effet à une augmentation de l'altitude de l'Himalaya d'un centimètre par an.

## Catastrophes naturelles

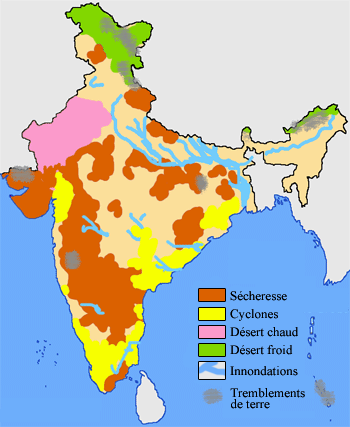
Régions à risque

L'Inde est très exposée aux catastrophes naturelles qui causent de lourdes pertes matérielles et humaines : la sécheresse, les inondations brutales – tout comme les inondations massives et habituelles dues aux pluies de la mousson – les cyclones tropicaux et enfin les tremblements de terre.
Les inondations sont les catastrophes les plus fréquentes. Pendant la mousson, d'importantes précipitations provoquent des crues, parfois majeures ; le fleuve Brahmapoutre est fréquemment sujet à de très longues crues à cette occasion. Ces inondations font de nombreuses victimes et dégâts dans bien des régions du pays, seuls quelques états étant épargnés.
L'agriculture est très dépendante de la mousson pour l'irrigation. Dans certaines régions, une mousson trop faible engendrera un déficit d'eau qui entrainera la perte des récoltes. Les régions touchées par ces sécheresses régulières sont le sud du Maharashtra, le nord du Karnataka, l'Andhra Pradesh, l'Orissa, le Gujarat et le Rajasthan. Certaines d'entre elles ont par le passé été le théâtre de grandes famines.
Le glissement des plaques tectoniques qui forment la croûte terrestre est responsable de fréquents séismes le long de la chaîne himalayenne et dans le nord-est de l'Inde. Cette région est classée en Zone V, ce qui indique un facteur de risques très élevé. De plus, une partie de l'ouest du pays, aux environs de la région de Kutch (Gujarat) et Koyna (Maharashtra) est classée en zone V (risque élevé). Le reste du territoire est soumis à un risque faible ou modéré. Le tremblement de terre de Latur (30 septembre 1993) fait plus de 20 000 victimes.
Les cyclones tropicaux, quant à eux, affectent des milliers d'habitants sur le littoral indien. Ils peuvent être intenses, accompagnés d'importantes précipitations et désorganisent gravement les zones touchées.
Le 26 décembre 2004, un tsunami provoqué par un tremblement de terre a frappé les îles Andaman et Nicobar ainsi que la côte est de l'Inde, tuant plus de dix mille personnes (16 400 personnes en Inde, et au total au moins 220 000 victimes.). Jusqu'à présent, on considérait que l'Inde était relativement préservée de ces phénomènes. L'histoire du pays montre cependant qu'ils s'étaient déjà produits par le passé.
L'Inde a un volcan actif, sur l'île de Barren. Sa dernière éruption remonte au mois de mai 2005. On trouve également un volcan dormant, appelé le Narcondam et un volcan de boue à Baratang. Tous se trouvent sur les îles Andaman.
Les glissements de terrain sont fréquents dans le Bas-Himalaya, causés par des formations rocheuses jeunes et donc instables. Les Ghâts orientaux sont en partie touchés par ce phénomène, mais avec une moindre intensité. Enfin, des avalanches se produisent dans le Cachemire, l'Himachal Pradesh et dans le Sikkim.
Dans le nord de l'Inde, au cours des mois d'été, des tempêtes de sable causent de considérables dommages matériels. Ces tempêtes entraînent de grandes quantités de poussière depuis les régions arides du pays.
Enfin, la grêle n'est pas rare dans certaines régions de l'Inde et peut être dévastatrice pour les récoltes.

## Ressources naturelles
L'Inde est particulièrement bien pourvue en ressources naturelles. En plus de ses 56 % de terres arables, elle possède d'importants gisements de charbon (4e réserve mondiale), de minerai de fer, de manganèse, mica, bauxite, titane, chromite (oxyde chrome-fer FeCr2O4 utilisé dans les matériaux réfractaires), gaz naturel, diamant, pétrole, calcaire et thorium (le plus important gisement mondial, situé le long des côtes de Kerala).
Le pétrole est situé au large des côtes de Maharashtra, Gujarat et en Assam, mais ne peut subvenir qu'à 40 % de la demande indienne. Des quantités de plus en plus importantes de gaz naturel sont régulièrement découvertes, notamment au large des côtes d'Andhra Pradesh. Cette région abrite également les mines d'uranium, l'or étant quant à lui tiré des Kolar Gold Fields, deuxièmes plus profondes mines d'or de la planète, situées près de Kolar dans la région du Karnataka.

## Conventions et traités internationaux
L'Inde est engagée par différents accords environnementaux et climatiques, les plus importants étant :
| Traités et conventions                | Traités et conventions |
| ------------------------------------- | --- |
| Régions spécifiques, Mers             | Traité sur l'Antarctique, Convention des Nations unies sur le Droit de la Mer, Convention internationale pour la prévention de la pollution par les navires, Convention internationale du 2 décembre 1946 pour la réglementation de la chasse à la baleine |
| Atmosphère et Climat                  | Changements climatiques, Protocole de Kyoto, Protocole de Montréal, Traité d'interdiction partielle des essais nucléaires |
| Biodiversité, Environnement et Forêts | Désertification, Convention sur le commerce international des espèces de faune et de flore sauvages menacées d'extinction, Convention du 10 décembre 1976 sur l’interdiction d’utiliser des techniques de modification de l’environnement à des fins militaires ou toutes autres fins hostiles, « Tropical Timber 83 » et « Tropical Timber 94 », conventions sur le commerce des bois tropicaux, Protection des zones humides |
| Déchets                               | Convention de Bâle (traitement des déchets) |
| Fleuves                               | Traité des eaux de l'Indus |

## Géographie humaine

### Répartition de la population

Carte des densités

L'Union indienne est le deuxième pays le plus peuplé du monde derrière la Chine, avec 1,2 milliard d'habitants. La région est depuis l'Antiquité un foyer majeur de peuplement : au IIIe siècle av. J.-C., l’Inde représentait déjà 20 % de la population mondiale. La densité moyenne est très élevée (plus de 300 hab./km2) mais cache des disparités : les régions de fortes densités se trouvent dans la plaine alluviale du Gange et sur les littoraux. La chaîne de l'Himalaya, le désert du Thar à l'ouest, et certaines régions du plateau du Deccan sont moins peuplées (densités inférieures à 50 hab./km2). Les contraintes naturelles, l'absence d'irrigation expliquent en partie ce peuplement relativement faible.

### Inégalités démographiques, culturelles et sociales
La population indienne croît plus rapidement que celle de la Chine. Cette situation s'explique par un taux de fécondité plus élevé. Cependant, les inégalités régionales sont importantes : le taux de fécondité est inférieur à deux dans le sud (États du Kerala et du Tamil Nadu) ; il dépasse le chiffre de trois dans les états de la plaine du Gange et au Rajasthan. Plusieurs facteurs expliquent ces différences : le Kerala pratique depuis plusieurs années une politique visant à réduire l'indice de fécondité. Cette politique consiste à améliorer l'éducation des filles et promouvoir des planifications familiales.
La fécondité est moins élevée dans les villes, le poids des traditions moins important. Les changements socio-culturels affectent la classe moyenne dont l'importance grandit. Cependant, de nombreuses zones de pauvreté subsistent dans les agglomérations, notamment dans les quartiers de bidonvilles.
La pauvreté touche également de nombreuses campagnes. De nombreux paysans endettés se suicident face à la dégradation de leurs conditions de vie. De nombreux intouchables, malgré l'interdiction constitutionnelle des discriminations, subissent une ségrégation spatiale dans les villages (accès au puits interdit, rejet dans les écoles, concentration des dalits dans des quartiers spécifiques).
Enfin, si l'hindouisme est le principal culte du pays, l'Inde est une mosaïque culturelle et religieuse. L'Islam est la deuxième religion et les musulmans se concentrent au nord. Les sikhs sont très minoritaires et résident essentiellement dans le Punjab. Des communautés chrétiennes significatives existent dans le sud-ouest (notamment au Kerala et à Goa) et au nord-est (Mizoram, Nagaland ...). Les tensions religieuses sont fréquentes et prennent parfois des formes très violentes, comme dans le cas des pogroms du Gujarat qui ont fait 1 500 morts en 2002.